# Virginia Gilder
Virginia "Ginny" Gilder, född den 4 juni 1958 i New York i delstaten New York, är en amerikansk roddare.
Hon tog OS-silver i scullerfyra i samband med de olympiska roddtävlingarna 1984 i Los Angeles.